# Ráztoky (údolí)
Ráztoky nebo Ráztoka je údolí ve východní části Nízkých Tater, která se nazývá Kráľovohoľské Tatry.
Je to jihozápadní větev údolí Ipoltica. Protéká jím potok Ipoltica a vede skrze něj žlutě značená turistická cesta od vodní nádrže Černý Váh přes sedlo Priehyba (1190 m) do Heľpy. V horní části se větví na údolí Hošková a na Driečnou dolinu.